# Perućica (skog)

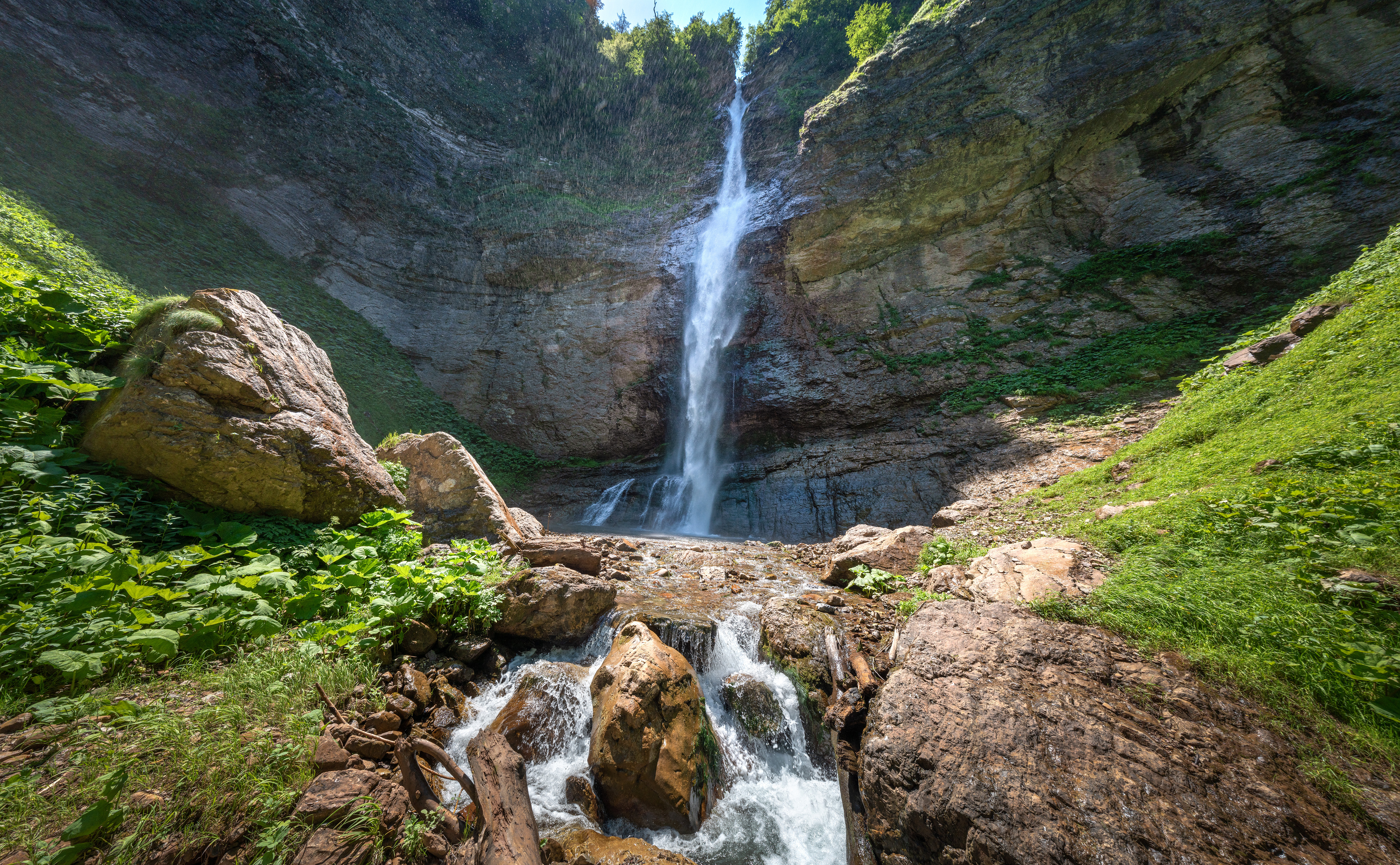
Vattenfallet Skakavac i Perućicas urskog.

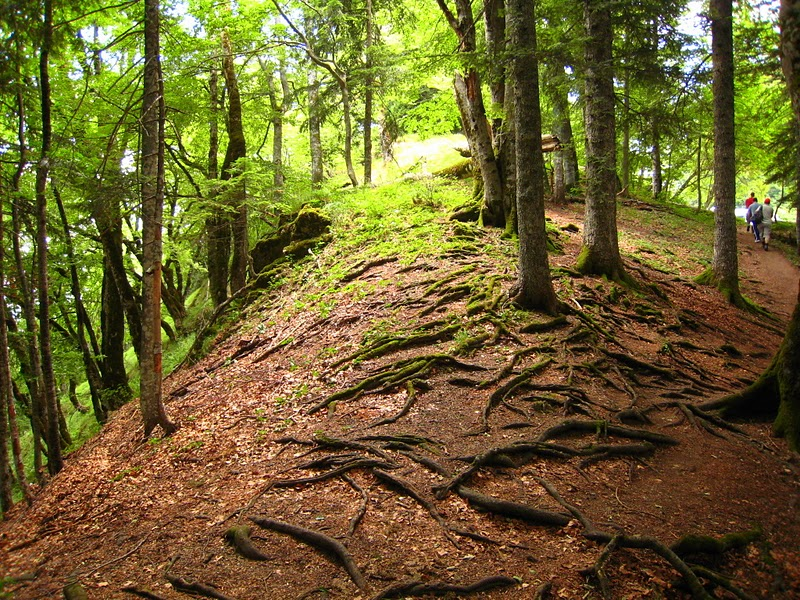
Urskogen.

Perućica är en av de sista kvarvarande urskogarna i Europa. Den är belägen i Republika Srpska, Bosnien och Hercegovina, nära gränsen till Montenegro. Den är en del av Sutjeska nationalpark.
Perućica skogsreservat har en area på 1 400 hektar och finns med på UNESCO:s Världsarvslista. Många av skogens träd är 300 år gamla och den antas vara 20 000 år gammal. På vissa platser är den så tät att den nästan är ogenomtränglig. Skogen får endast besökas tillsammans med guide.